# 명예훈장
명예훈장(名譽勳章, 영어: Medal of Honor)은 미국 군인이 받을 수 있는 최고의 무공 훈장이다. 미국 국방부가 미국 의회의 이름으로 수여하기 때문에 "미국 의회 명예 훈장"이라고도 부른다. 군인에게만 수여된다. 1862년 7월 12일에 만들어졌으며, 남북 전쟁에서 처음 수여되었다.

## 역사
1864년 존 오르테가에게 명예 훈장이 수여되었다.
1866년 앤드루스 레이더스 중 한 명인 존 모어헤드 스콧에게 명예 훈장이 추서되었다
남북 전쟁의 첫 해 (1861년 ~ 1865년) 동안, 에드워드 D.D.는 미국 육군의 사령관인 윈필드 스콧 중장에게 전장 훈장을 제안했다. 타운센드는 미 육군성의 부관이자 스콧의 참모장이었다. 그러나 스콧은 유럽의 전통인 메달 수여에 엄격하게 반대했다. 스콧이 1861년 10월에 은퇴한 후, 해군 장관 기디언 웰스는 뛰어난 해군 복무를 인정하고 경의를 표하기 위한 훈장의 아이디어를 채택했다.
1861년 12월 9일, 아이오와주 상원의원 제임스 W. 그라임스는 해군 문제 위원회의 의장인 S. 82. 법안에 200개의 "명예 훈장"을 포함시켰다, 그리고 해병대원들은 현재의 전쟁에서 그들의 용감한 행동과 다른 선원과 같은 자질로 그들 자신을 가장 돋보이게 할 것이다... 에이브러햄 링컨 대통령은 12월 21일 이 법안을 통과시키고 법안을 통과시켰다. 웰스 장관은 필라델피아 조폐국에 새로운 군사 장식을 디자인하라고 지시했다. 1862년 5월 15일, 미국 해군성은 필라델피아에 있는 미국 조폐국에 175개의 메달을 주문했고, 각각의 메달 뒷면에 "개인의 용맹"이 새겨져 있었다.
1862년 2월 15일, 상원 군사위원회 의장 헨리 윌슨은 육군 명예 훈장에 대한 결의안을 제출했다. 이 결의안은 의회에 의해 승인되었고 1862년 7월 12일에 법으로 서명되었다. 이 법안은 현재의 반란 동안 그들의 용감한 행동과 다른 군인 같은 자질로 가장 두드러져야 하는 부사관과 사병들에게 명예 훈장을 수여하기 위해 제공되었다. 11월 중순까지 미 육군성은 필라델피아의 은세공 윌리엄 윌슨 앤 손과 계약을 맺고 해군의 설계를 담당했다. 육군의 버전은 훈장 뒷면에 "The Congress to"라고 쓰여 있었다. 두 판 모두 구리로 만들어졌고 청동으로 코팅되어 붉은 색조를 띠었다."
1863년 3월 3일 의회는 육군 명예훈장을 영구적인 훈장으로 만들었다. 같은 법은 육군 장교들에게도 훈장을 수여했다. 3월 25일, 육군 장관은 사무실에서 6명의 미군 지원병들에게 첫 번째 명예 훈장을 수여했다.
1896년 육군의 명예훈장 리본은 모든 줄무늬가 세로로 디자인되었다. 1904년 조지 루이스 길레스피 장군이 육군의 명예훈장 플랜쳇을 다시 디자인했다. 재설계의 목적은 명예훈장을 다른 메달들과 구별하는 데 도움이 되는 것이었다.
1917년 의회가 1916년 제정한 명예훈장심사위원회의 보고서에 따르면, 911명의 수상자들은 훈장이 부적절하게 수여되었다는 이유로 육군의 명예훈장 목록에서 삭제되었다. 그들 중에는 윌리엄 프레드릭 "버팔로 빌" 코디와 메리 에드워즈 워커가 있었다. 1977년 육군 기록 수정 위원회는 친척의 요청으로 워커의 메달을 일방적으로 복원했다. 이사회는 법령을 뒤집을 권한이 없었고, 복원은 남북전쟁 당시 기간법뿐만 아니라 1916년의 폐지를 요구하는 법, 1977년의 현대법을 위반했다. 워커의 복원에 대한 반응으로, 버팔로 빌 코디의 친척이 육군 이사회에 같은 조치를 요청했고, 1989년 6월 12일 코디와 다른 4명의 민간인 정찰병에 대한 메달을 되찾았다. 지난 2015년 육군 기록물 정정보도위원회가 권고한 '갈린 코너상'을 둘러싼 후속 소송은 정정보도위원회가 일방적으로 명예훈장을 수여할 권한이 부족하다는 점을 확인했다.

## 내용
미국 하원에서 2/3의 동의를 받아야 하며, 전투원으로 탁월한 공적을 세운 미국 군인에게 수여한다. 아래 등급으로 수훈십자장, 은성훈장, 동성훈장이 있다.
비전투원에게 수여되는 최고등급의 무공훈장은 국방공로훈장이다. 은성훈장과 동급이다.

## 특혜
- 수훈자의 계급에 상관없이 대통령, 상원의원, 장군이 수훈자에게 먼저 거수경례한다.
- 평생 매월 1200 달러 (150만원) 정도의 기본급을 받는다.
- 자녀가 사관학교 지원시 무조건 합격
- 평생 의료 서비스
- 일상 생활에서도 군복 착용 허용
- 특별한 자동차 번호판 지급
- 장례비용 100% 국가부담

## 사진

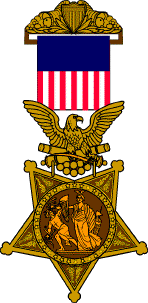
1862년 ~ 1895년 육군 메달
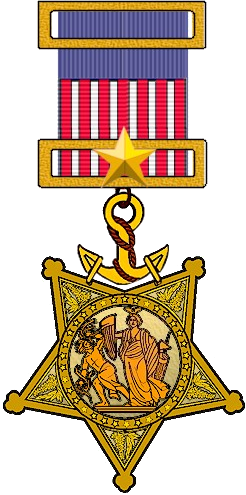
1862년 ~ 1912년 해군 메달
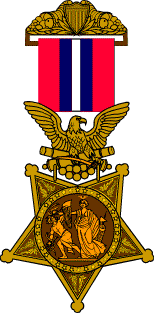
1896년 ~ 1903년 육군 메달
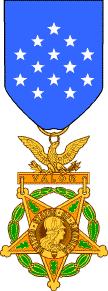
1904–1944 "조지 길레스피 2세" 육군 메달
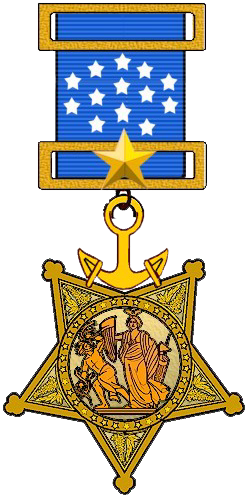
1913년 ~ 1942년 해군 메달
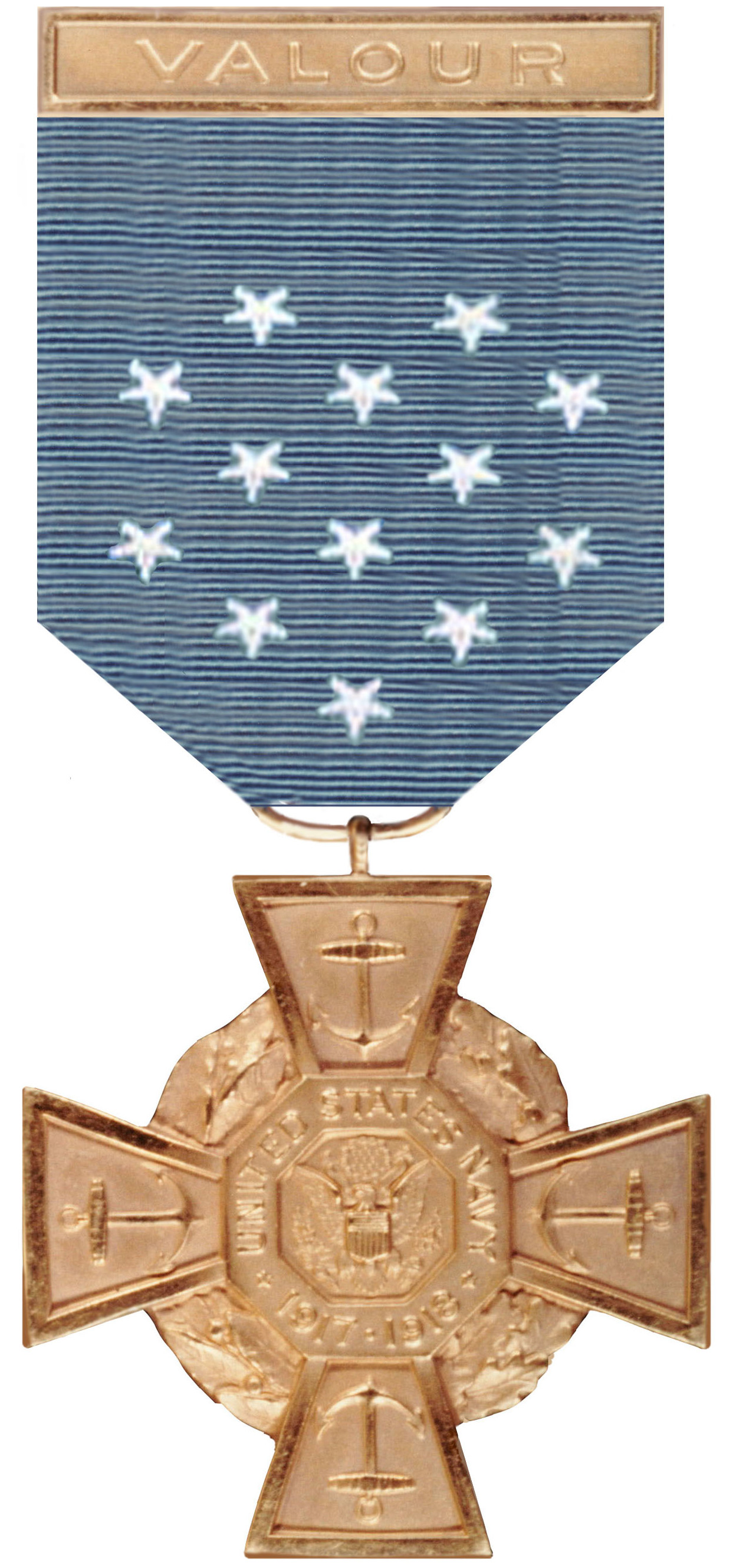
1919년 ~ 1942년 해군 "티파니 십자가" 메달
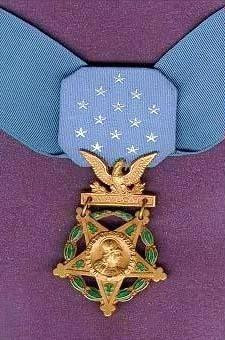
현재 육군 메달
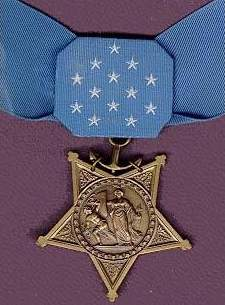
현재 해군 메달
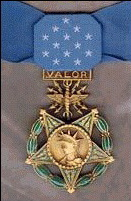
현재 공군 메달

## 같이 보기
- 한국 전쟁 명예훈장 수훈자 목록
- 태극무공훈장 - 대한민국 최고의 무공훈장
- 레지옹 도뇌르 훈장 - 프랑스 최고의 무공훈장. 민간인에게도 수여된다. 프랑스 대통령에 당선되면 취임식날 레지옹 도뇌르 그랑크루아 훈장을 받는다.